# Конийак-де-ла-Монтань
Конийа́к-де-ла-Монта́нь (фр. Conilhac-de-la-Montagne) — коммуна во Франции, находится в регионе Лангедок — Руссильон. Департамент коммуны — Од. Входит в состав кантона Куиза. Округ коммуны — Лиму.
Код INSEE коммуны — 11097.

## Население
Население коммуны на 2008 год составляло 55 человек.
| 1962 | 1968 | 1975 | 1982 | 1990 | 1999 | 2008 |
| ---- | ---- | ---- | ---- | ---- | ---- | ---- |
| 52   | 57   | 54   | 55   | 51   | 45   | 55   |

## Экономика
В 2007 году среди 33 человек в трудоспособном возрасте (15—64 лет) 24 были экономически активными, 9 — неактивными (показатель активности — 72,7 %, в 1999 году было 80,0 %). Из 24 активных работали 23 человека (10 мужчин и 13 женщин), безработным был 1 мужчина. Среди 9 неактивных 1 человек был учеником или студентом, 4 — пенсионерами, 4 были неактивными по другим причинам.